# Giuseppe Sartorio

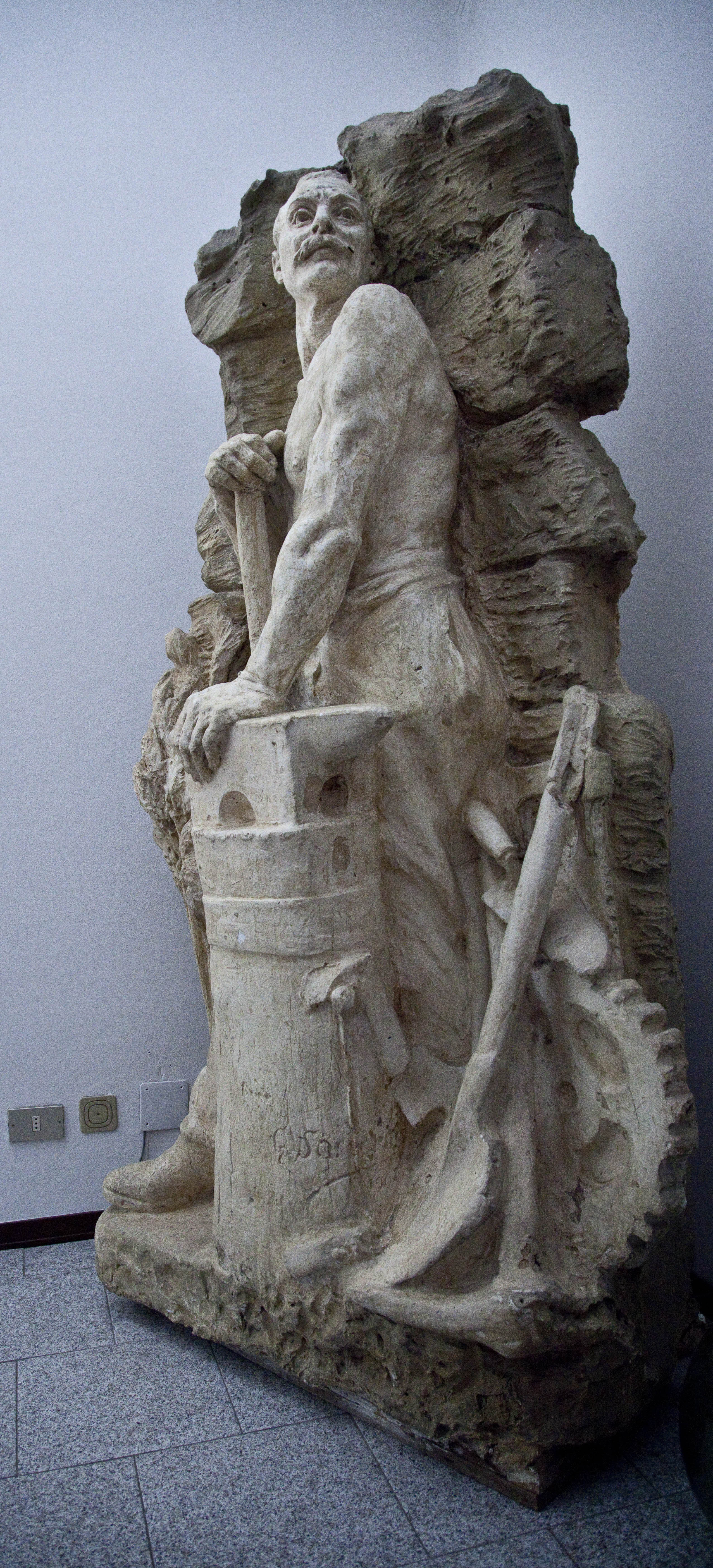
"Il lavoro" opera in gesso posta a Cavallirio.

Giuseppe Sartorio (Boccioleto, 2 dicembre 1854 – Mar Tirreno, 20 settembre 1922) è stato uno scultore italiano.

## Biografia
Studiò a Varallo Sesia dove fu allievo dello scultore Giuseppe Antonini e all'Accademia Albertina di Torino dove fu allievo di Odoardo Tabacchi, infine frequentò l'Accademia nazionale di San Luca a Roma, dopo esservisi trasferito con sua famiglia.
Lavorò a Torino, a Roma e soprattutto in Sardegna, aprendo diversi laboratori e botteghe. Avvalendosi di ottimi allievi ed esperte maestranze operaie, poté soddisfare le commissioni che riceveva da ogni parte d'Italia.
Tra le opere di maggior rilievo possiamo annoverare le sculture nella parrocchia di Nostra Signora a Itireddu in Sardegna, il monumento a Vittorio Emanuele II a Sassari e a Quintino Sella a Iglesias. Opere pregevoli dell'artista si trovano anche nei cimiteri monumentali di Staglieno a Genova, del Verano a Roma , di Cagliari, Sassari e Ozieri.
Scomparve misteriosamente nella notte tra il 19 e il 20 settembre 1922, durante la traversata sul piroscafo “Tocra” da Olbia a Civitavecchia. Furono vagliate tre possibili piste d'indagine: disgrazia, suicidio o omicidio a scopo di rapina, ma, essendo tutte plausibili, solo dopo oltre venti anni fu dichiarata la morte presunta.

## Opere
- Altorilievo di Gesù che insegna dalla Sinagoga, chiesa della B. V. Immacolata di Oschiri
- Busto di Giuseppe Garibaldi, bronzo, Cuneo (1884)
- Monumento a Quintino Sella, piazza omonima, Iglesias
- Statue dei Santi Giovanni e Paolo e portale ingresso alla sacrestia, Cappella di San Giuseppe, Basilica di Santa Maria della Neve, Cuglieri
- Tomba Monsignor Panzali Vescovo , cimitero, Scano Montiferro
- Fonte battesimale, Chiesa parrocchiale San Pietro, Scano Montiferro
- Tre grandi sculture di benefattori locali, Ittireddu
- Busto di Felice Giordano, Tasonis (frazione di Sinnai)[5]
- Busto di Umberto I, Palazzo regio di Cagliari, (1886)[6]
- Caduti per l'Indipendenza italiana, Cagliari (1886)
- Cristoforo Colombo, Sassari
- Monumento a Francesca Warzee (1894), cimitero monumentale di Bonaria, Cagliari
- Monumento all'avvocato Giuseppe Todde (1897), Cimitero di Bonaria, Cagliari
- Monumento a Vittorio Emanuele II, Piazza d'Italia, Sassari (1899)Monumento a Luigi Laviano, Melfi

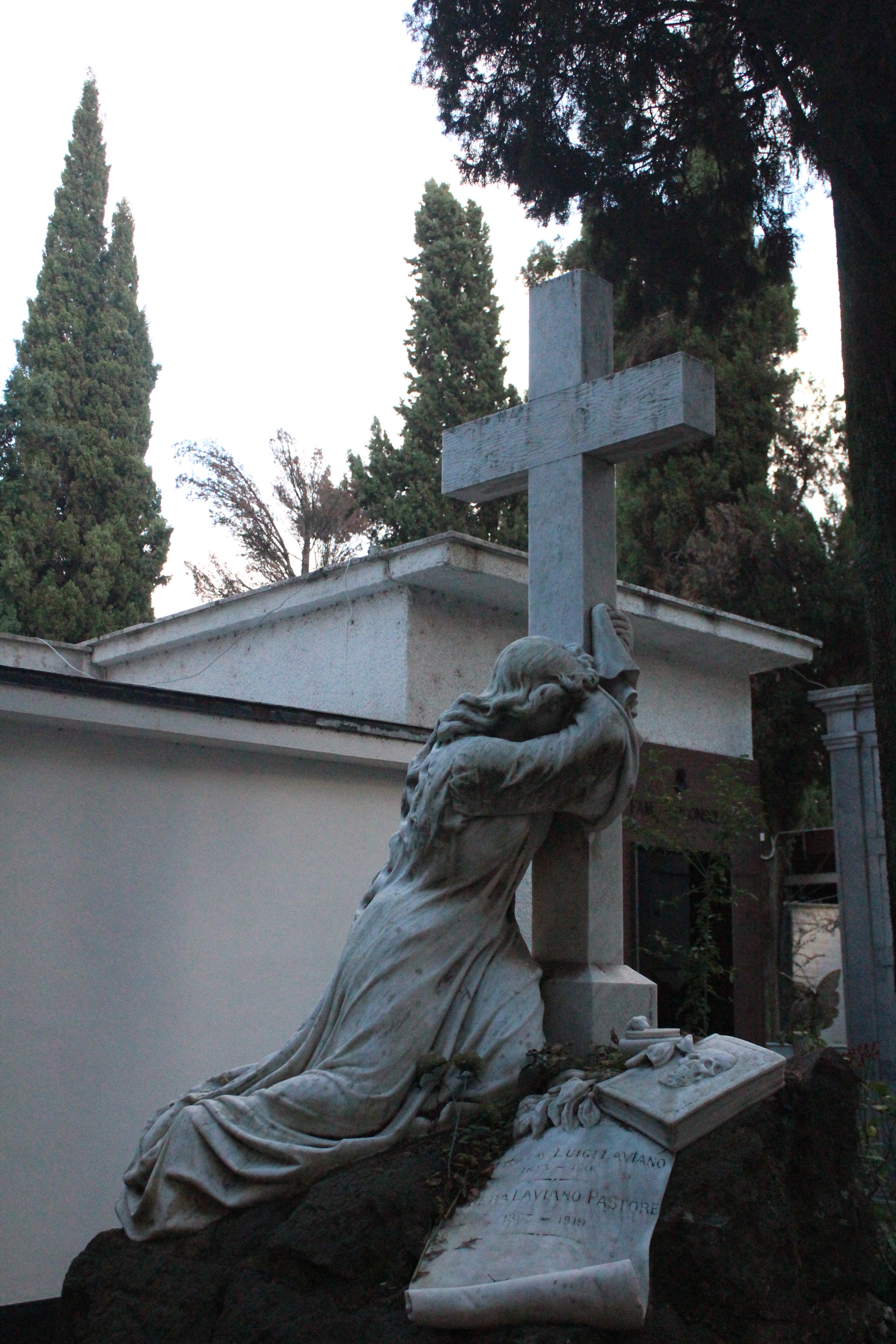
Monumento a Luigi Laviano, Melfi

- Arredi e decorazioni degli interni della Chiesa di Sant'Apollinare, Sassari (anni 1880)
- Medaglione, drappo e sarcofago di Attilio Cadolini, Sassari (1888-1900)
- Gesù nel Getsemani, Scala Santa al Laterano, Roma
- Busto di Giovanni Toselli, Cuneo (1889)
- Gustavo Ponza di San Martino, Dronero
- Busto del Can Sottile, Colma di Valduggia
- Busto a Gian Giacomo Massarotti, gesso, Varallo Sesia (1900)
- Il lavoro, gesso, Cavallirio (1905)
- Tomba monumentale di Filippo Campus Chessa, vescovo di Tempio-Ampurias, cimitero di Pattada (1922)
- Bambina col cerchio, cimitero monumentale di Iglesias (1901)

- Monumento a Luigi Laviano, cimitero monumentale, Melfi (1906/1912).[senza fonte]

Diverse lapidi, bassorilievi e statue sono presso il cimitero monumentale di Bonaria a Cagliari, nel cimitero comunale di Nuoro, nel cimitero monumentale di Cuglieri e in quello di Ozieri; ben 65 sue opere si trovano presso il cimitero monumentale di Iglesias. Suoi lavori si trovano anche nel cimitero di Oropa presso Biella.
Ad Ozieri, tra il 1890 ed il 1900, ha realizzato l'intero apparato scultoreo della chiesa di Santa Lucia e una parte di quello della cattedrale.

## Galleria d'immagini

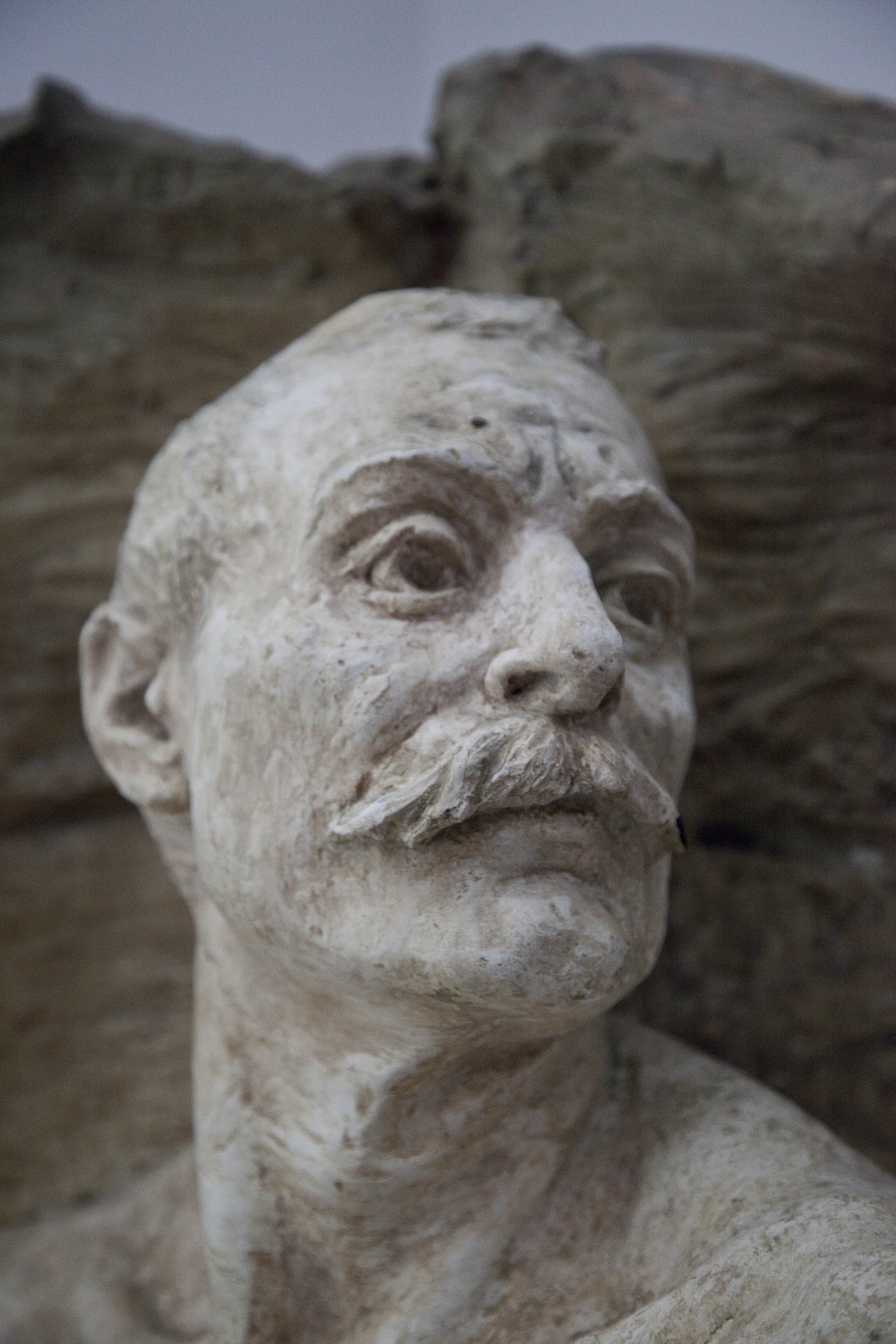
Il lavoro, particolare - Cavallirio
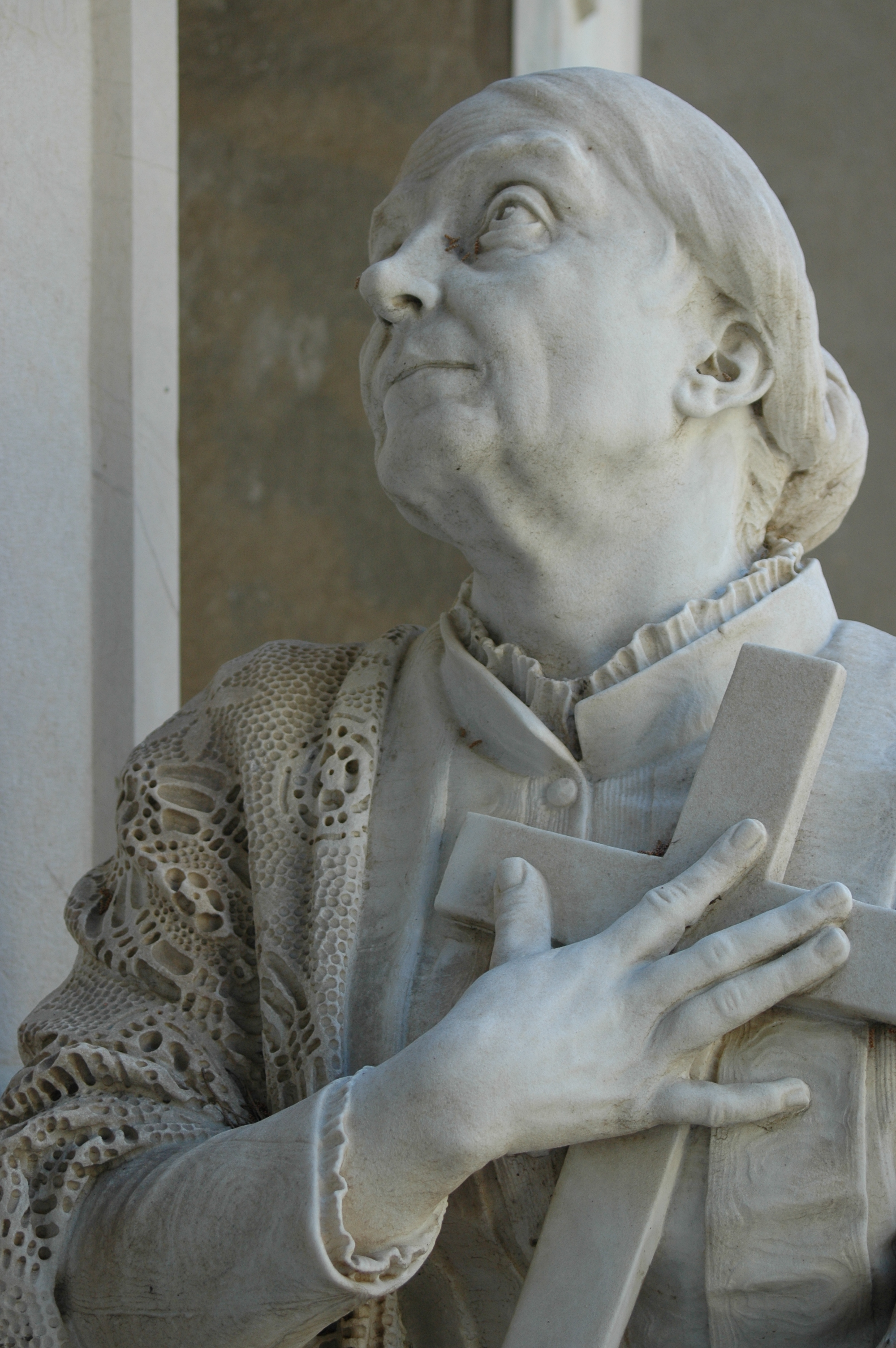
Monumento all'avvocato Giuseppe Todde, particolare - Cimitero di Bonaria, Cagliari
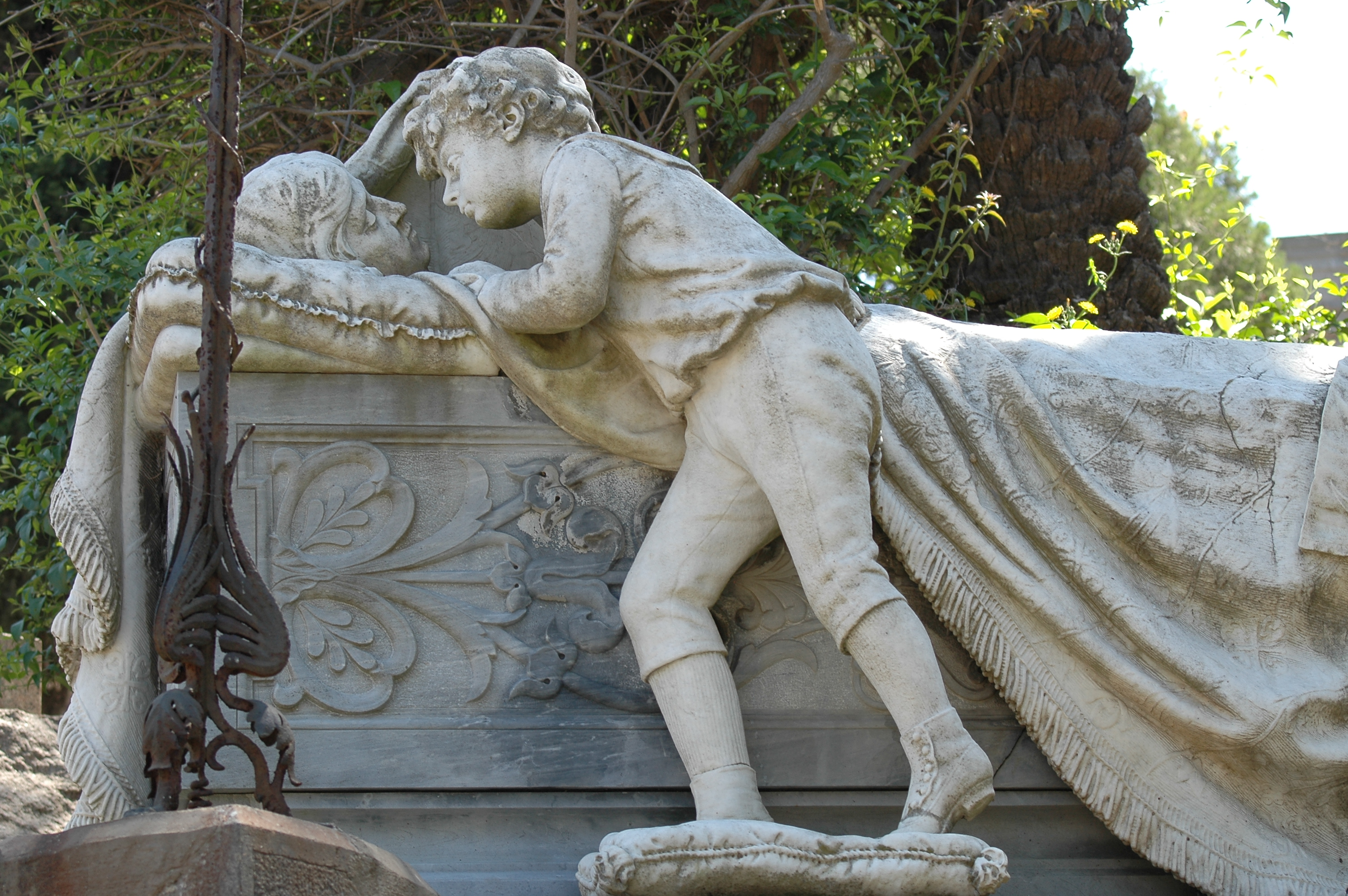
Monumento a Francesca Warzee - Cimitero di Bonaria, Cagliari
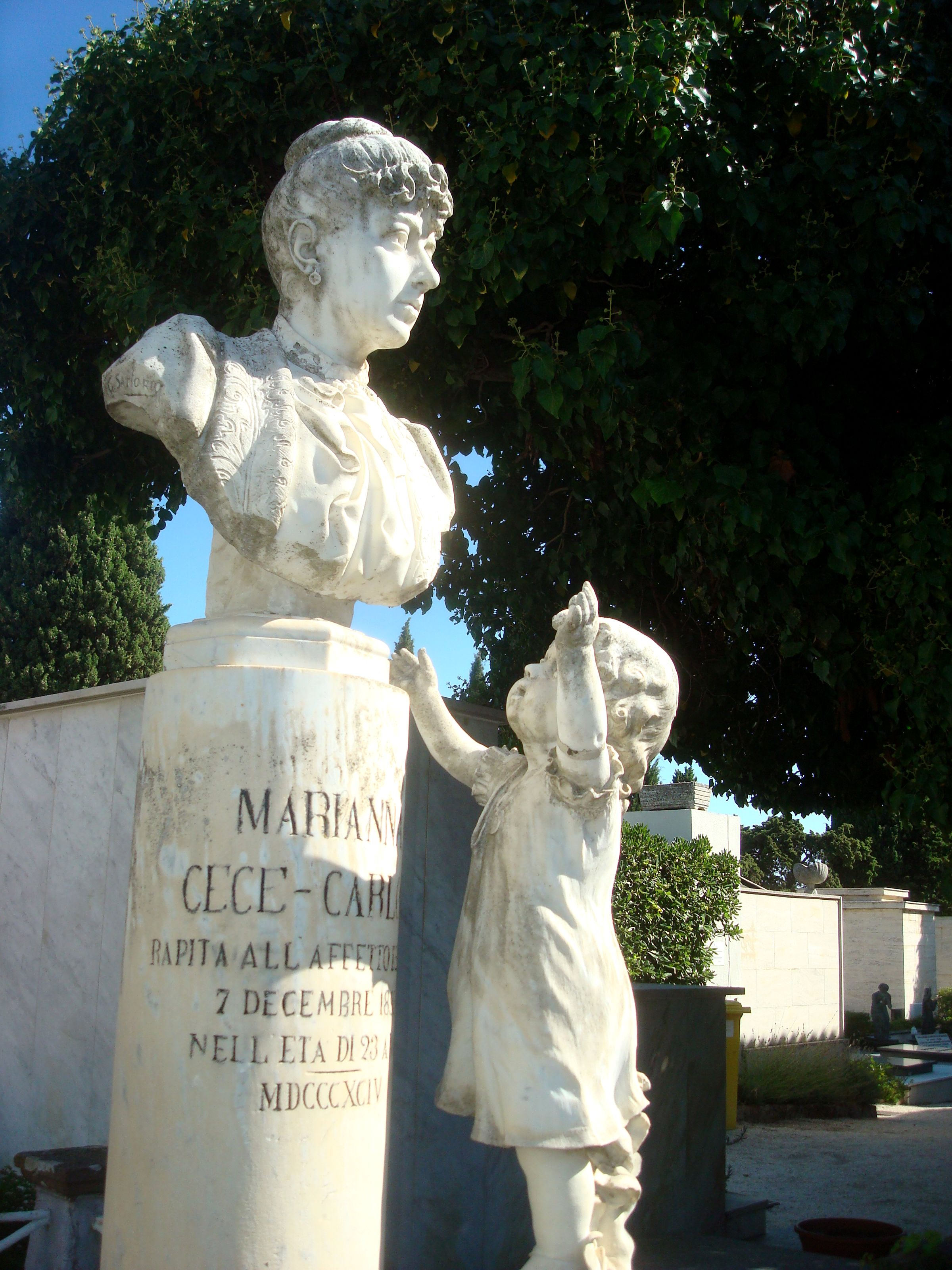
Monumento alla memoria di Marianna Cece Carloni - cimitero comunale, Nuoro
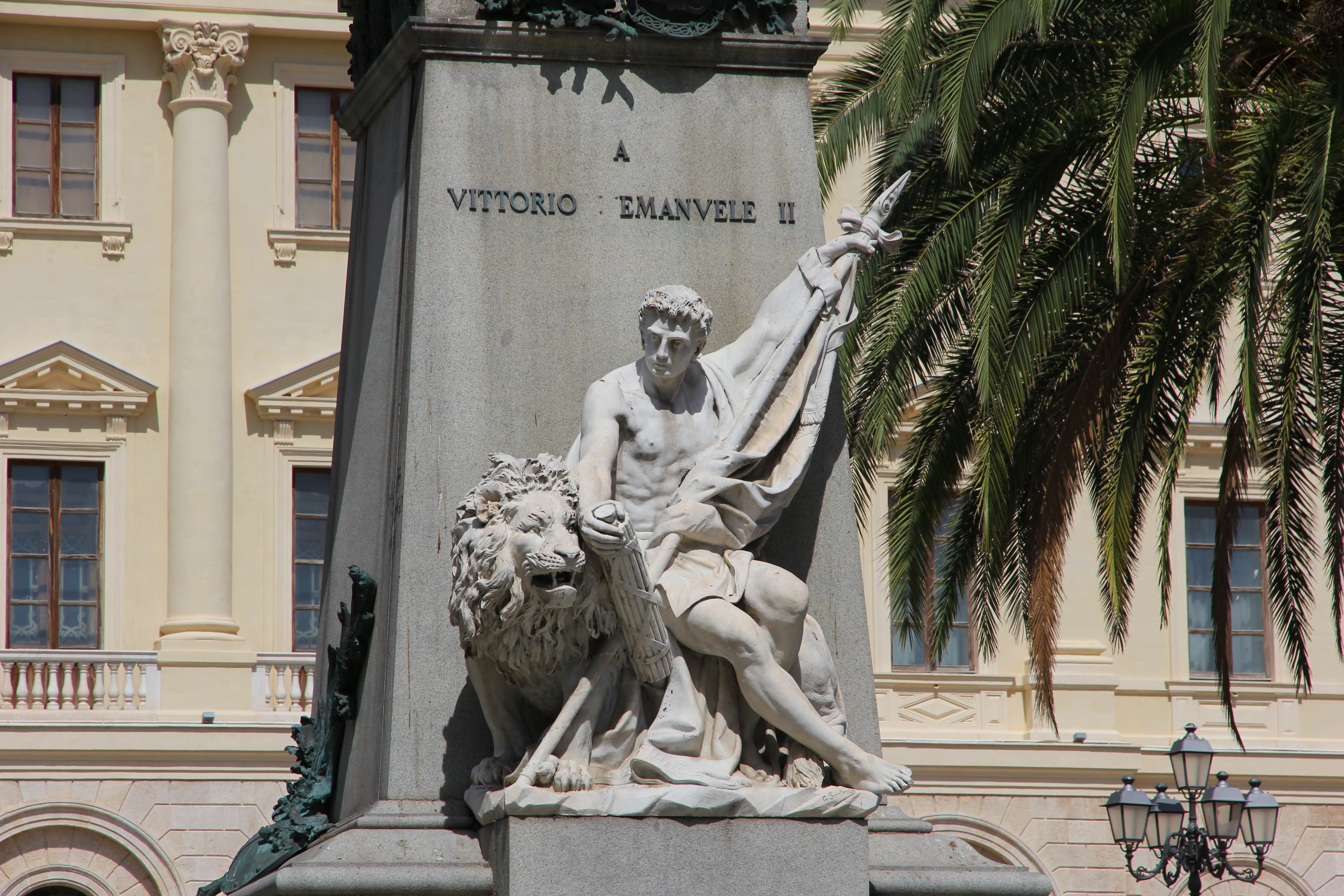
Monumento a Vittorio Emanuele II, basamento - Piazza d'Italia, Sassari
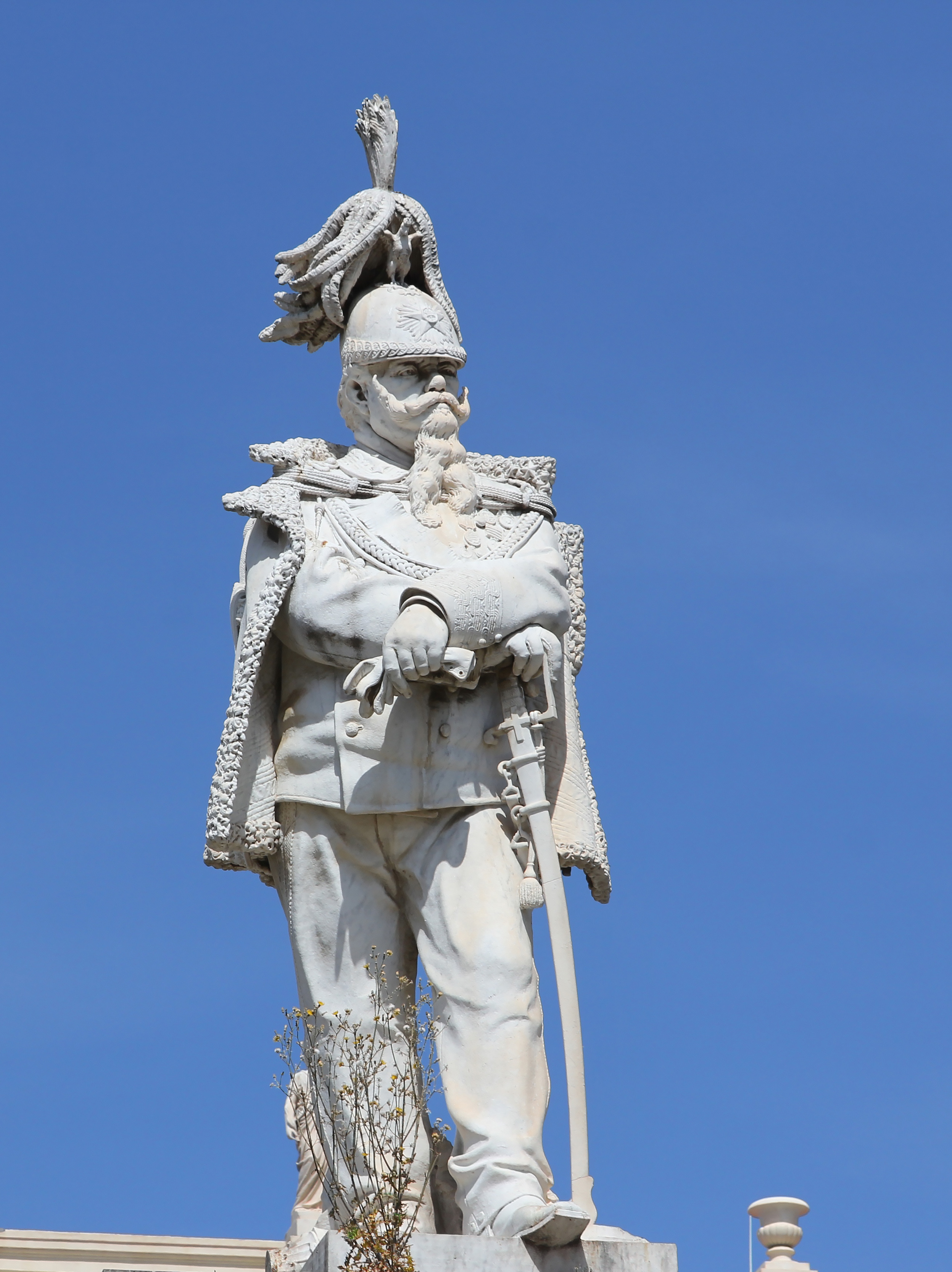
Monumento a Vittorio Emanuele II, statua - Piazza d'Italia, Sassari
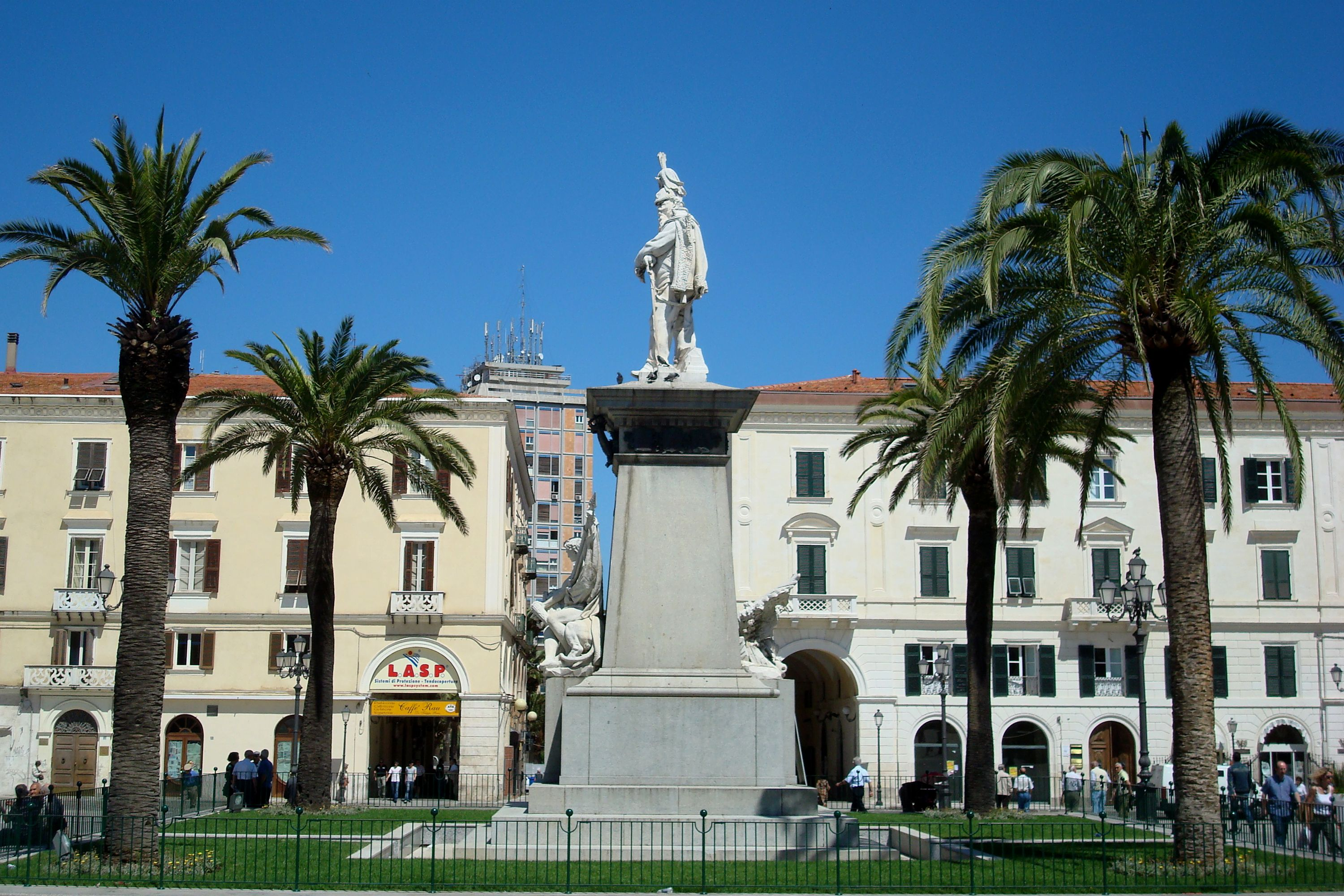
Monumento a Vittorio Emanuele II, vista laterale - Piazza d'Italia, Sassari
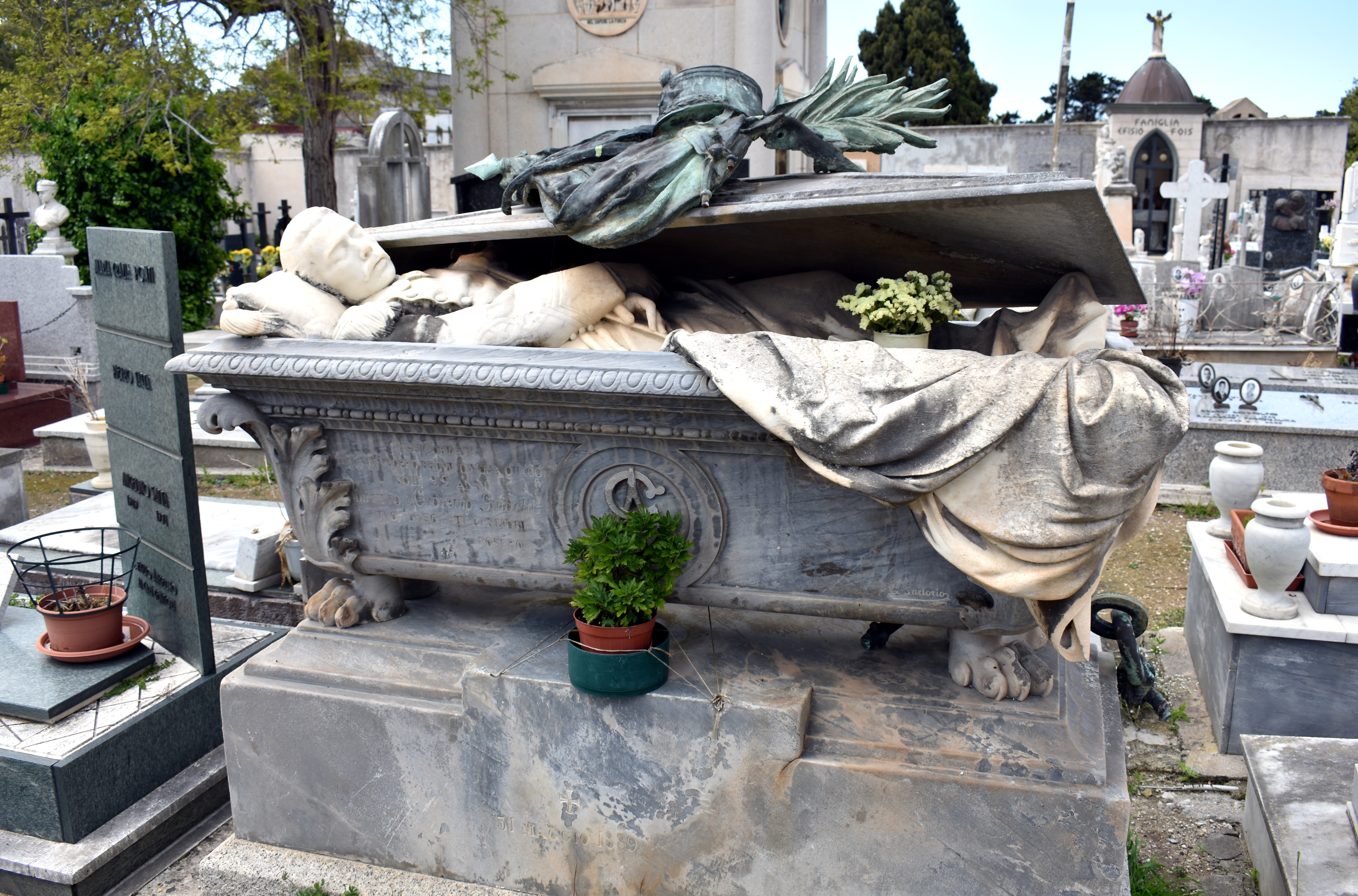
Tomba Andreino Guidetti (1889) - Cimitero di Sassari
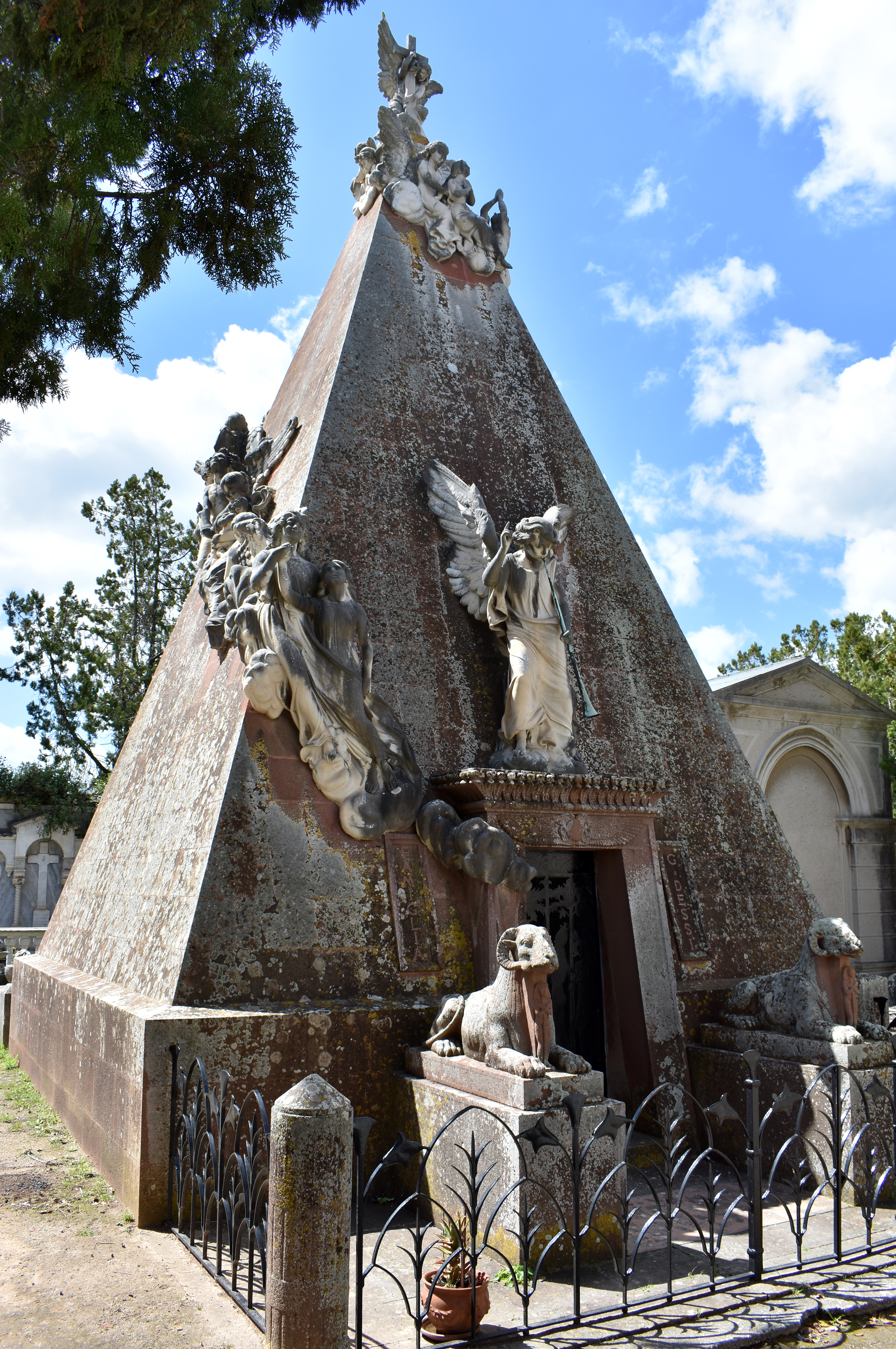
Mausoleo Famiglia Dessì (1902) - Cimitero di Sassari
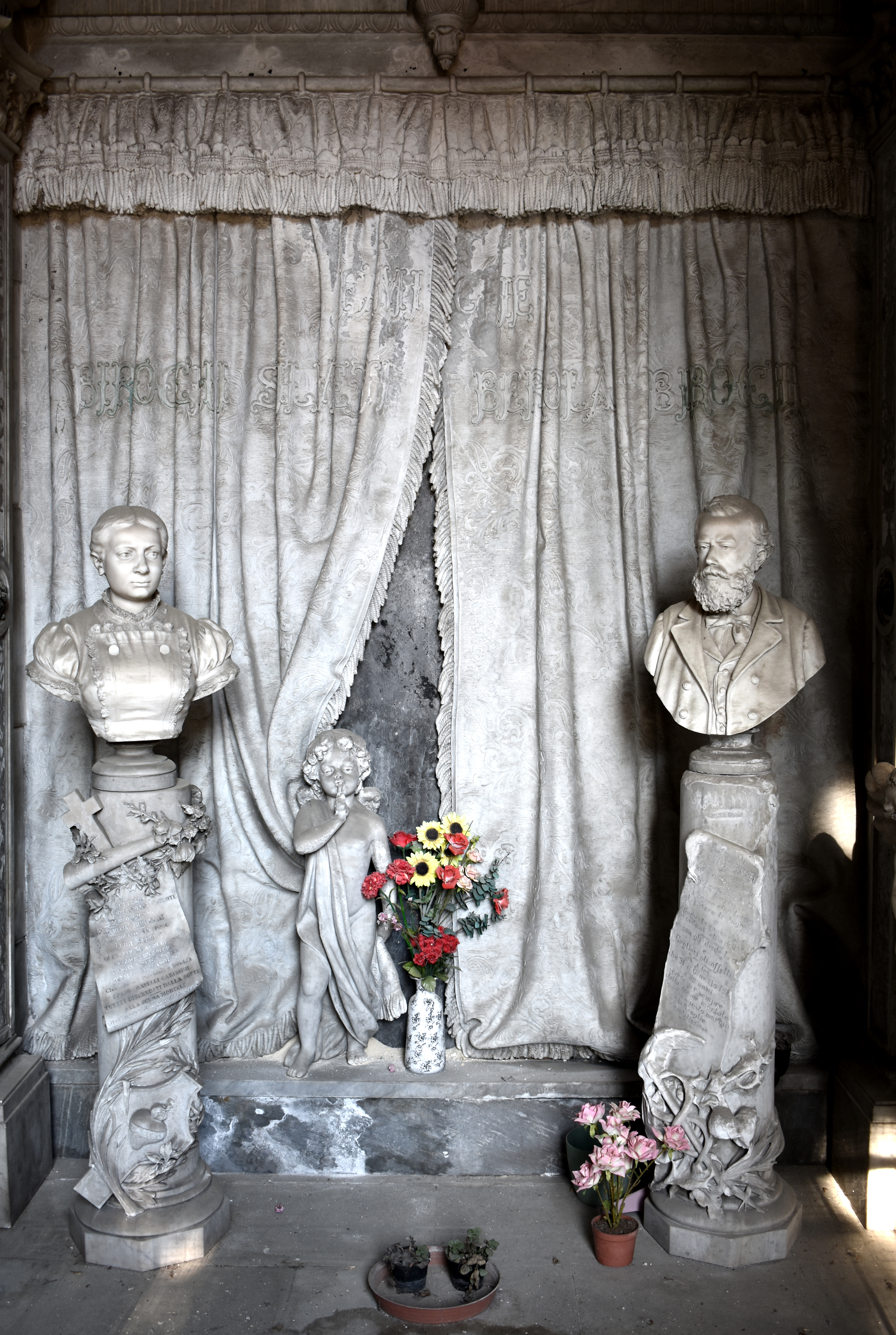
Cappella Birocchi-Berola (1891) - Cimitero di Bonaria
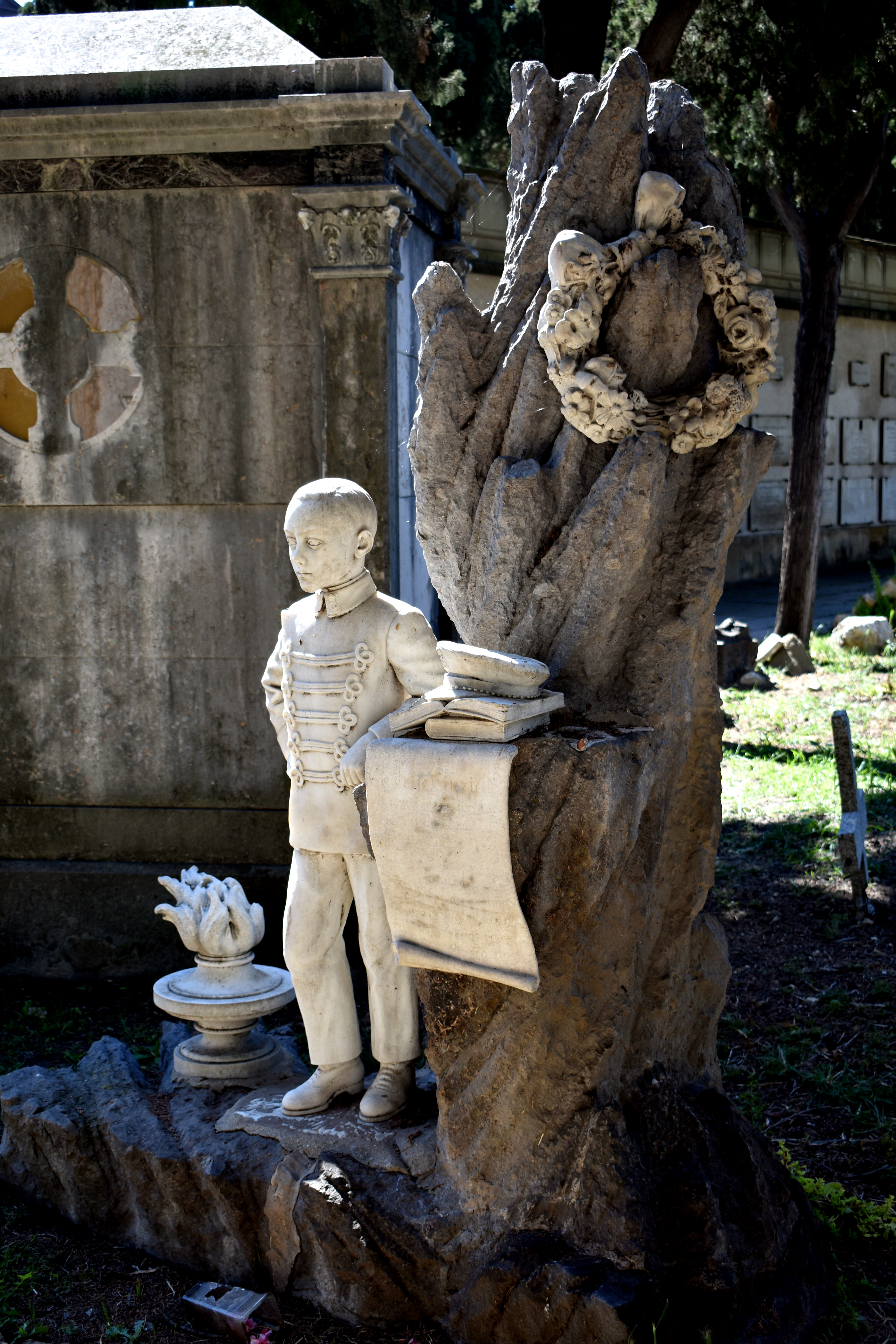
Memoriale per Gastone Ciprietti (1916) - Cimitero di Bonaria
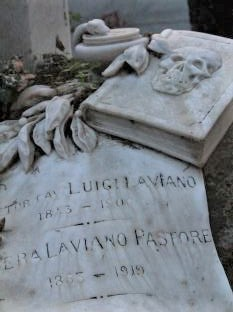
Monumento a Luigi Laviano (1906-1912) - Cimitero di Melfi